# Luba Golovina
Luba Golovina, née le 20 avril 1990 à Tbilissi, est une trampoliniste géorgienne.

## Carrière
Luba Golovina est médaillée d'argent junior en trampoline individuel féminin aux Championnats d'Europe de trampoline 2004 à Sofia et médaillée d'or junior de la même épreuve aux Championnats d'Europe de trampoline 2006 à Metz.
Luba Golovina est sixième de l'épreuve féminine de trampoline aux Jeux olympiques d'été de 2008 à Pékin. Aux Jeux olympiques d'été de 2012 à Londres ainsi qu'aux Jeux olympiques d'été de 2016 à Rio de Janeiro, elle termine septième de l'épreuve féminine de trampoline.
Elle est médaillée d'argent de l'épreuve féminine de trampoline aux Jeux européens de 2019 à Bakou.
Aux Championnats d'Europe de trampoline 2022 à Rimini, elle est médaillée d'argent en individuel et médaillée de bronze par équipes.
Aux Championnats du monde de trampoline 2023 à Birmingham, elle est médaillée de bronze par équipes.
Elle est médaillée d'argent par équipes aux Championnats d'Europe de trampoline 2024 à Guimarães.